# Nisís Néa Kamméni
Nea Kameni är en ö i Grekland.   Den ligger i prefekturen Kykladerna och regionen Sydegeiska öarna, i den sydöstra delen av landet, 230 km sydost om huvudstaden Aten. Arean är 3,4 kvadratkilometer.
Terrängen på Nea Kameni är platt. Öns högsta punkt är 117 meter över havet. Den sträcker sig 2,5 kilometer i nord-sydlig riktning, och 2,3 kilometer i öst-västlig riktning.